# ティエンルー県
ティエンルー県（ティエンルーけん、ベトナム語：Huyện Tiên Lữ / 縣仙侶?）は、ベトナム社会主義共和国フンイエン省の県である。面積は115.1 km²、人口は104,072人（2004年）である。